# Częstochowa villamosvonal-hálózata
Częstochowa villamosvonal-hálózata (lengyel nyelven: Tramwaje w Częstochowie) Lengyelország Częstochowa városában található. Összesen 3 vonalból áll, a hálózat teljes hossza 14,5 km. Jelenlegi üzemeltetője a MPK Częstochowa.
A vágányok normál nyomtávolságúak, az áramellátás felsővezetékről történik, a feszültség 600 V egyenáram. 
A forgalom 1959. március 8-án indult el.